# Пристрій

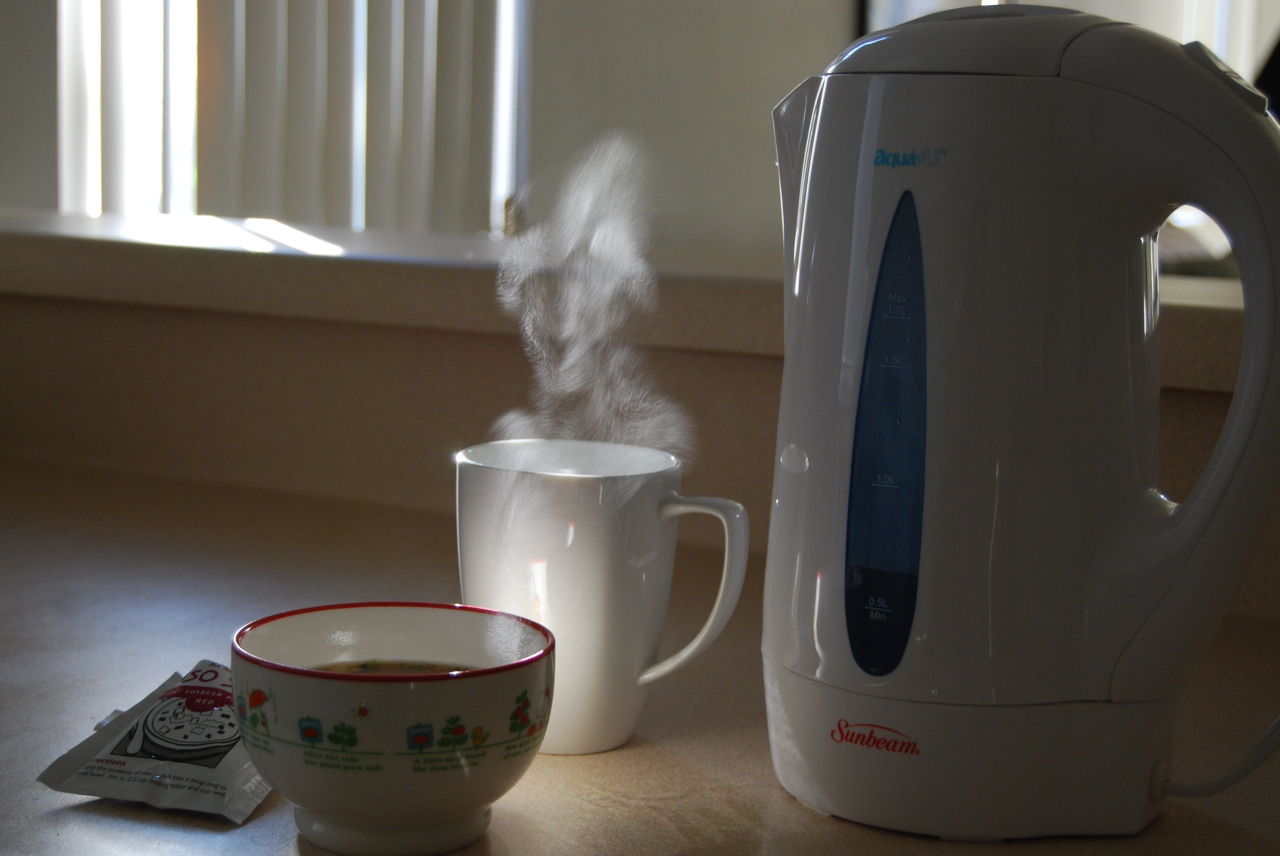
Електрочайник — пристрій для підігрівання води

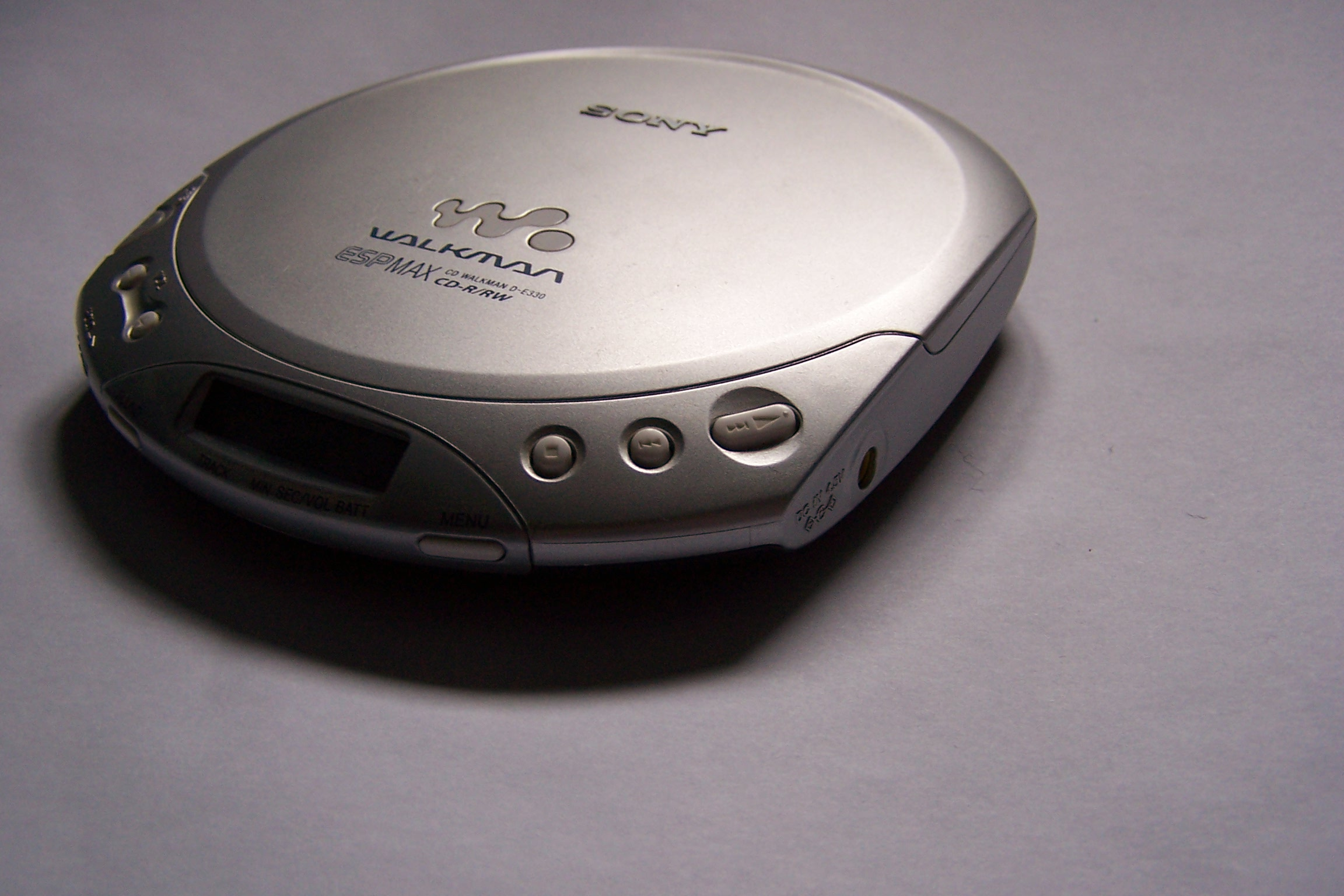
CD-програвач — пристрій для програвання компакт-дисків

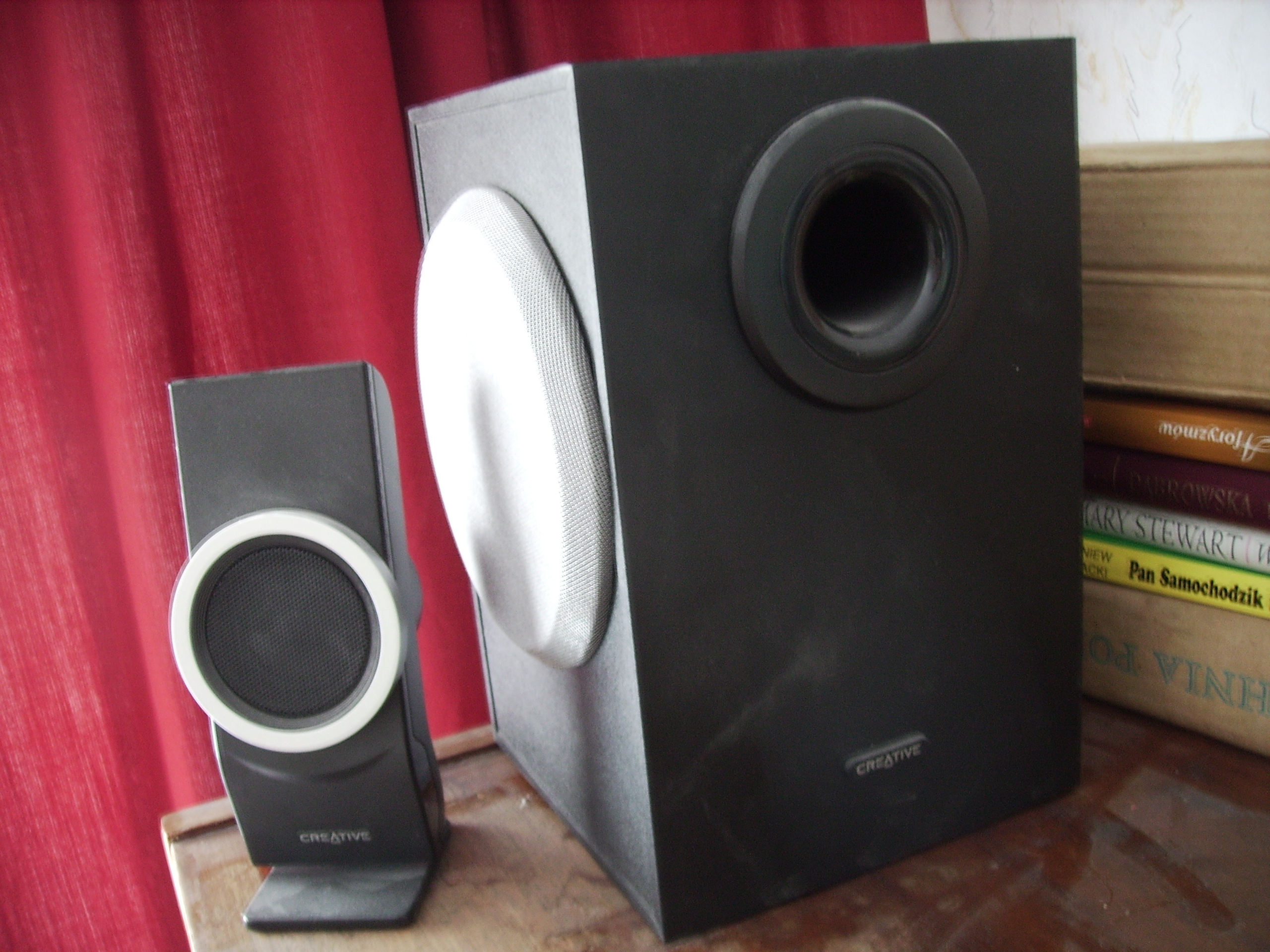
Акустична система — пристрій відтворювання звуку

При́стрій — пристосування,  обладнання, за допомогою якого виконується яка-небудь робота або спрощується, полегшується певний виробничий процес. Це сукупність технічних засобів, окремий технічний засіб або його складова частина, які призначені для виконування однієї або кількох заданих функцій. Штучний об’єкт, що має внутрішню структуру, створений для виконання певних функцій, зазвичай в області техніки (технічний пристрій).

## Загальний опис
Це конструктивно завершена технічна система з певними функціями, за допомогою якої виконують будь-яку роботу, або яка спрощує чи полегшує будь-який виробничий процес. Наприклад: пристрій блокування, пристрій сигналізації, пристрій захисту тощо.
Пристрої можна класифікувати за фізичним принципом їх роботи, за призначенням:
- механічний, пневматичний, гідравлічний, оптичний, електричний, електронний пристрій тощо;
- електротехнічний, радіотехнічний, побутовий пристрій тощо.

Як і «технічний об'єкт», «конструкція», «виріб», слово «пристрій» зазвичай використовують, коли відсутній точніший термін.
Пристрій як об'єкт винаходу характеризує: набір елементів (деталей), форма і матеріал цих елементів; взаємозв'язки елементів.

### Деталізація джерел
1. ↑  Пристрій // Словник української мови : в 11 т. — Київ : Наукова думка, 1970—1980.
2. ↑  Національний банк стандартизованих науково-технічних термінів. Архів оригіналу за 4 лютого 2021. Процитовано 30 січня 2021.
3. ↑  Zhelezniak, Mykola; Ishchenko, Oleksandr, ред. (2017). Corpus of Ukrainian Encyclopedias: Bibliographic Index. Institute of Encyclopedic Research Academic Repository (англ.). doi:10.37068/b/cuebi.